# Taquicardia supraventricular
Taquicardia supraventricular é um ritmo cardíaco anormalmente elevado com origem em problemas na atividade elétrica da parte superior do coração. Existem quatro tipos principais: fibrilhação auricular, taquicardia paroxística supraventricular (TPSV), flutter auricular, síndrome de Wolff-Parkinson-White. Os sintomas mais comuns são palpitações, sensação de desmaio, suores, falta de ar e dor no peito.
As taquicardias podem ter origem nas aurículas ou no nódulo auriculoventricular. São geralmente causadas por um de dois mecanismos: reentrada dos impulsos elétricos ou aumento do automatismo do músculo cardíaco. O outro tipo de taquicardias são as taquicardias ventriculares, com origem nos ventrículos. O diagnóstico de taquicardia supraventricular é geralmente feito com eletrocardiograma, monitor Holter ou monitor de eventos cardíacos. A realização de análises ao sangue permite identificar causas subjacentes específicas, como hipertiroidismo ou distúrbios eletrolíticos.
O tratamento específico depende do tipo de taquicardia supraventricular. Os tratamentos podem consistir na administração de medicamentos, procedimentos médicos ou, em alguns casos, cirurgia. Em alguns tipos podem ser eficazes manobras vagais como a manobra de Valsalva ou ablação por cateter. Em fibrilhações auriculares podem ser usados bloqueadores dos canais de cálcio ou betabloqueadores. A longo prazo, em algumas pessoas podem ser benéficos anticoagulantes como a aspirina ou a varfarina. A fibrilhação auricular afeta cerca de 25 em cada 1000 pessoas, a Ttaquicardia paroxística supraventricular 2,3 em cada 1000, a síndrome de Wolff-Parkinson-White 2 em cada 1000 e o flutter auricular 0,8 em cada 1000.